# Сысоева, Марина
Марина Сысоева (узб. Marina Sisoeva; род. 30 мая 1993 года, Фергана, Узбекистан) — узбекская тяжелоатлетка, член сборной Узбекистана. Участница летних Олимпийских игр 2012 года, призёр Чемпионата Азии, чемпионка Азии по тяжёлой атлетике среди юниоров и молодёжи, чемпионка Афро-Азиатского чемпионата по тяжёлой атлетике.

## Карьера
В 2011 году на Чемпионате Азии по тяжёлой атлетике среди юниоров и молодёжи в Ташкенте Марина завоевала золотую медаль.
В 2012 году на XXX Летних Олимпийских играх в Лондоне (Великобритания) в весовой категории до 48 кг Марина не смогла поднять вес в 79 кг в рывке в первых двух попытках, а в третьей попытке не подняла 80 кг и таким образом завершила выступление на Олимпийских играх. На Чемпионате Азии по тяжёлой атлетике в Пхёнтхэке (Республика Корея) в весовой категории до 48 кг в сумме набрала 178 кг и завоевала серебряную медаль.
В 2013 году на Чемпионате мира по тяжёлой атлетике во Вроцлаве (Польша) в весовой категории до 53 кг заняла седьмое место с общим результатом 190 кг. На Чемпионате Азии по тяжёлой атлетике в Астане (Казахстан) подняла в сумме 186 кг и завоевала бронзовую медаль континента.
В 2014 году на Летних Азиатских играх в Инчхоне (Республика Корея) в весовой категории до 53 кг в сумме набрала 206 кг, но заняла всего лишь четвёртое место. На Чемпионате мира по тяжёлой атлетике в Алма-Ате (Казахстан) допинг проба Марина оказалась положительной и она была дисквалифицирована на 10 месяцев.
В 2015 году на Чемпионате мира по тяжёлой атлетике в Хьюстоне (США) в сумме набрала 200 кг и заняла седьмое место. В 2016 году на Афро-Азиатском чемпионате по тяжёлой атлетике в Иордании в весовой категории до 53 кг подняла штангу весом 82 кг в рывке и 103 кг в толчке, что хватило завоевать золотые медаль с результатом в 185 кг. На Чемпионате Азии по тяжёлой атлетике в Ташкенте подняла в сумме 198 кг и заняла итоговое седьмое место.